# Агамян, Карен Гургенович
Каре́н Агамя́н (арм. Կարեն Աղամյան, род. 1946, Ереван) — армянский художник, профессор, председатель Союза художников Армении, член совета по вопросам культуры при президенте Республики Армения, почетный член Российской академии художеств, почетный профессор университета Сока (Токио), заслуженный деятель искусств Республики Армения (2008).

## Биография
Карен Агамян родился в 1946 году в Ереване Армянской ССР, с детства проявил тягу к рисованию. В результате окончив среднюю школу в 1961 году подающий большие надежды Агамян поступает в художественное училище имени Терлемезяна, проучившись в котором три года с успехом его оканчивает. Решив продолжить своё обучение молодой художник сразу же после окончания училища в 1964 году поступает в Ереванский художественно-театральный институт, окончив с отличием который в 1969 году он не покидает его, а наоборот остается в системе ВУЗа и с 1970 года начинает преподавать в нём. В 1974 году становится действительным членом Союза художников СССР. С 1977 по 1982 год входил в состав ревизионной комиссии Союза Художников Армении, находясь в составе которой в 1980 году был удостоен премии комсомола Армении за лучшую творческую работу года.
Переломным этапом в карьере молодого Агамяна становятся 80-е года двадцатого века:
В 1981 году становится главным художником Художественного Фонда Армении и остается им вплоть до 1984 года.
1982- 1987 год избирается в состав правления Союза Художников СССР
1982 — 1988 год становится членом Комиссии Декоративного искусства и Дизайна СССР
В 1982 году Агамян за свои работы получает уже вторую премию, на этот раз он удостаивается диплома Союза Художников Советского Союза за лучшую работу года. На следующий год становится членом правления Союза Художников СССР и одновременно членом правления комитета поддержки молодых художников СССР, обе должности художник занимал вплоть до 1988 года. В середине 1983 года Карен Агамяну вручается диплом академии художеств СССР за лучшую работу года.
С 1987 по 1990 год был действительным членом правления Армянского отделения фонда Культуры СССР. В 1988 году ставший профессором Агамян вступает в Союз Дизайнеров Советского Союза и становится членом правления Союза Дизайнеров Армении, в этом же году он назначается на должность заведующего кафедрой Ереванского Художественно-Театрального Института(ныне Государственная Академия изящных искусств) на которой проработал до 1995 года. Одновременно в 1993 году стал действительным членом международной ассоциации художников
С 1998 года и по настоящее время занимает пост Председателя Союза художников Армении, совмещая его с работой в совете по вопросам культуры при президенте Республики Армения, в который в 2004 году был включен по инициативе второго президента Армении Роберта Кочаряна.
16 марта 2010 года решением президиума Российской академии художеств Карен Агамян стал почетным членом Академии Художеств

## Выставки
Карен Агамян с 1970 года участвовал в более 150 республиканских, всесоюзных, международных и зарубежных персональных и групповых выставок, организованных Министерством Культуры и Союзом Художников в Ереване, Москве, Ленинграде, Ташкенте, Тбилиси, Баку, Минске, Лионе, Будапеште, Гаване, Бухаресте, Берлине, Афинах, Париже, Лос-Анджелесе, Коломбо, Бордо, Марселе, Китае и т. д.

### Персональные
- 1990 год — Галерея «Villa Ikhon», Бремен, Германия.
- 1991 год — Дом художника. Ереван, Армения.
- 1992 год — «Gallery-100». Париж, Франция.
- 1992 год — «ABF», Марсель, Франция.
- 1993 год — «Ex-point Gallery», Прага, Чехия.
- 1994 год — Галерея «Athena», Тулуза, Франция.
- 1994 год — Галерея «Osteuropa-forderung», Берлин, Германия.
- 1994 год — Клуб Литераторов, Берлин, Германия.
- 1995 год — Гостиница «Holliday Inn», Тулуза, Франция.
- 1995 год — Гостиница «Regina Palace», Биарриц. Франция.
- 1995 год — Галерея «Novotel», Тулуза, Франция.
- 1997 год — Галерея «Ани», Дюссельдорф, Германия.
- 2000 год — «EXPO-2000», Ганновер, Германия.
- 2000 год — «Gala Gallery», Магдебург, Германия.
- 2001 год — «Дом Художника», Ереван, Армения.
- 2001 год — «People Gallery», Сеул, Корея.
- 2002 год — «Margency», Париж, Франция.
- 2002 год — ЦДХ. Москва, Россия.
- 2004 год — «Gala Gallery», Магдебург, Германия.
- 2005 год — «Культурный центр», Нант, Франция.
- 2006 год — Галерея "Адонис " Брюссель, Бельгия
- 2007 год — Галерея Национальной Библиотеки, Пекин, Китай.
- 2007 год — Галерея Берлин, Германия.
- 2009 год — Галерея «Дом Художника», Ереван, Армения

### Постоянные экспозиции
- Музей Современного Искусства, Ереван.
- Художественный Музей Современного искусства, Тулуза, Франция.
- Музей Изобразительного искусства, Хефей, Китай.
- Государственная Картинная Галерея в Кировакане, Армения.
- Государственная Картинная Галерея, Ереван Армения.
- Государственная Картинная Галерея в Магнитогорске, Россия.
- Художественный Музей в Элисте, Россия.
- Художественный Музей в Новом Уренгое, Россия

Множество работ художника находятся в фондах и архивах Министерства Культуры России и Армении, а также в частных коллекциях во многих странах мира.

## Награды
- Заслуженный деятель искусств Республики Армения (26 мая 2008) — по случаю Дня Республики[2].
- Медаль «За заслуги перед Отечеством» 1 степени (11 сентября 2017) — по случаю Дня Независимости Республики Армения, за вклад в развитие изобразительного искусства[3].
- Медаль «За трудовое отличие» (22 августа 1986).
- Премия ЛКСМ Армении за лучшую творческую работу года (1980).
- Диплом Союза художников СССР за лучшую работу года (1982).
- Диплом Академии художеств СССР за лучшую работу года (1983).